# Mistrzostwa Świata w Hokeju na Lodzie 2023
87. Mistrzostwa Świata w Hokeju na Lodzie 2023 organizowane przez IIHF odbyły się w Finlandii oraz na Łotwie. Miastami goszczącymi najlepsze reprezentacje świata były Tampere i Ryga. Turniej elity rozegrany został w dniach 12–28 maja 2023 roku. Zawody były jednocześnie kwalifikacją do następnego turnieju. Po raz pierwszy w historii w Mistrzostwach Świata w hokeju na lodzie rywalizowała reprezentacja Indonezji. Natomiast po 10 latach przerwy do zmagań światowych powróciła reprezentacja Mongolii.

## Elita
Turniej był rozgrywany od 12 do 28 maja 2023 roku w fińskim Tampere oraz łotewskiej Rydze. Wzięło w nim udział 16 najlepszych drużyn świata.
Początkowo zmagania elity miał przeprowadzić rosyjski Petersburg, lecz z powodu inwazji wojsk rosyjskich na Ukrainę, turniej został odebrany pierwotnemu organizatorowi. Na corocznym kongresie IIHF podjęto decyzję, iż zawody elity przeprowadzą wyżej wymienione miasta.
W tej części mistrzostw system rozgrywania meczów był inny niż w niższych dywizjach. Najpierw wszystkie drużyny uczestniczyły w fazie grupowej, w której były podzielone na dwie 8-zespołowe grupy. Cztery czołowe drużyny z każdej grupy automatycznie zakwalifikowały się do fazy pucharowej ukierunkowanej na wyłonienie mistrza świata. Ostatnie zespoły z obu grup zostały zdegradowane do Dywizji I Grupy A.
W turnieju elity wzięły udział następujące reprezentacje:
- Austria
- Czechy
- Dania
- Finlandia (obrońcy tytułu, współgospodarze)
- Francja
- Kanada
- Kazachstan
- Łotwa (współgospodarze)
- Niemcy
- Norwegia
- Słowacja
- Słowenia (awans z Dywizji I Grupy A)
- Stany Zjednoczone
- Szwajcaria
- Szwecja
- Węgry (awans z Dywizji I Grupy A)

| Msc. | Reprezentacja     |
| ---- | ----------------- |
|      | Kanada            |
|      | Niemcy            |
|      | Łotwa             |
| 4    | Stany Zjednoczone |
| 5    | Szwajcaria        |
| 6    | Szwecja           |
| 7    | Finlandia         |
| 8    | Czechy            |
| 9    | Słowacja          |
| 10   | Dania             |
| 11   | Kazachstan        |
| 12   | Francja           |
| 13   | Norwegia          |
| 14   | Austria           |
| 15   | Węgry             |
| 16   | Słowenia          |

## Dywizja I
Grupa A Dywizji I jest drugą klasą mistrzowską, z której dwie pierwsze drużyny uzyskały awans do Elity, a ostatni zespół został zdegradowany do Grupy B Dywizji I. Grupa B Dywizji I stanowi trzecią klasę mistrzowską. Jej zwycięzca awansował do Dywizji I Grupy A, zaś ostatnia drużyna spadła do Dywizji II Grupy A.

### Grupa A
Mistrzostwa Świata Dywizji I Grupy A zostały rozegrane w dniach od 29 kwietnia do 5 maja 2023 roku w brytyjskim Nottingham.
Tabela końcowa turnieju
| Lp. | Zespół           | M | Pkt | Z | Zd | Pd | P | G+ | G- | +/− |
| --- | ---------------- | - | --- | - | -- | -- | - | -- | -- | --- |
| 1   | Wielka Brytania  | 5 | 14  | 4 | 1  | 0  | 0 | 24 | 7  | +17 |
| 2   | Polska           | 5 | 13  | 4 | 0  | 1  | 0 | 28 | 9  | +19 |
| 3   | Włochy           | 5 | 9   | 3 | 0  | 0  | 2 | 23 | 16 | +7  |
| 4   | Korea Południowa | 5 | 6   | 2 | 0  | 0  | 3 | 8  | 20 | -12 |
| 5   | Rumunia          | 5 | 3   | 1 | 0  | 0  | 4 | 9  | 26 | -17 |
| 6   | Litwa            | 5 | 0   | 0 | 0  | 0  | 5 | 7  | 21 | -14 |

    = awans do elity
    = utrzymanie w I dywizji grupie A
    = spadek do I dywizji grupy B

### Grupa B
Mistrzostwa Świata Dywizji I Grupy B zostały rozegrane w dniach od 23 do 29 kwietnia 2023 roku w stolicy Estonii Tallinnie.
Tabela końcowa turnieju
| Lp. | Zespół   | M | Pkt | Z | Zd | Pd | P | G+ | G- | +/− |
| --- | -------- | - | --- | - | -- | -- | - | -- | -- | --- |
| 1   | Japonia  | 5 | 15  | 5 | 0  | 0  | 0 | 29 | 10 | +19 |
| 2   | Ukraina  | 5 | 10  | 3 | 0  | 1  | 1 | 35 | 16 | +19 |
| 3   | Estonia  | 5 | 8   | 2 | 1  | 0  | 2 | 19 | 18 | +1  |
| 4   | Chiny    | 5 | 5   | 1 | 1  | 0  | 3 | 13 | 18 | -5  |
| 5   | Holandia | 5 | 4   | 1 | 0  | 1  | 3 | 14 | 31 | -17 |
| 6   | Serbia   | 5 | 3   | 0 | 1  | 1  | 3 | 7  | 24 | -17 |

    = awans do I dywizji grupy A

    = utrzymanie w I dywizji grupie B
    = spadek do II dywizji grupy A

## Dywizja II
Grupa A Dywizji II jest czwartą klasą mistrzowską, z której pierwsza drużyna uzyskała awans do Dywizji I Grupy B, a ostatni zespół został zdegradowany do Grupy B Dywizji II. Grupa B Dywizji II stanowi piątą klasę mistrzowską. Jej zwycięzca awansował do Dywizji II Grupy A, zaś ostatnia drużyna spadła do Dywizji III.

### Grupa A
Mistrzostwa Świata Dywizji II Grupy A zostały rozegrane w dniach od 16 do 22 kwietnia 2023 roku w Madrycie, stolicy Hiszpanii.
Tabela końcowa turnieju
| Lp. | Zespół    | M | Pkt | Z | Zd | Pd | P | G+ | G- | +/- |
| --- | --------- | - | --- | - | -- | -- | - | -- | -- | --- |
| 1   | Hiszpania | 5 | 15  | 5 | 0  | 0  | 0 | 30 | 9  | +21 |
| 2   | Gruzja    | 5 | 12  | 4 | 0  | 0  | 1 | 20 | 8  | +12 |
| 3   | Chorwacja | 5 | 9   | 3 | 0  | 0  | 2 | 26 | 18 | +8  |
| 4   | Australia | 5 | 3   | 1 | 0  | 0  | 4 | 16 | 22 | -6  |
| 5   | Izrael    | 5 | 3   | 1 | 0  | 0  | 4 | 14 | 37 | -23 |
| 6   | Islandia  | 5 | 3   | 1 | 0  | 0  | 4 | 14 | 26 | -12 |

      = awans do I dywizji grupy B
      = spadek do II dywizji grupy B

### Grupa B
Mistrzostwa Świata Dywizji II Grupy B zostały rozegrane w dniach od 17 do 23 kwietnia 2023 roku w tureckim Stambule.
Tabela końcowa turnieju
| Lp. | Zespół                       | M | Pkt | Z | Zd | Pd | P | G+ | G- | +/- |
| --- | ---------------------------- | - | --- | - | -- | -- | - | -- | -- | --- |
| 1   | Zjednoczone Emiraty Arabskie | 5 | 15  | 5 | 0  | 0  | 0 | 35 | 10 | +25 |
| 2   | Belgia                       | 5 | 12  | 4 | 0  | 0  | 1 | 33 | 10 | +23 |
| 3   | Bułgaria                     | 5 | 9   | 3 | 0  | 0  | 2 | 19 | 20 | -1  |
| 4   | Nowa Zelandia                | 5 | 6   | 2 | 0  | 0  | 3 | 15 | 22 | -7  |
| 5   | Turcja                       | 5 | 3   | 1 | 0  | 0  | 4 | 12 | 26 | -14 |
| 6   | Meksyk                       | 5 | 0   | 0 | 0  | 0  | 5 | 10 | 36 | -26 |

      = awans do II dywizji grupy A
      = spadek do III dywizji

## Dywizja III
Dywizja III jest szóstą klasą mistrzowską. Została podzielona na dwie grupy. Zwycięzca Grupy A uzyska awans do Dywizji II Grupy B, natomiast najsłabsza drużyna spadnie do Dywizji III Grupy B. Z kolei najlepsza drużyna z Grupy B uzyska awans do Grupy A, a najsłabsza drużyna spadnie do nowo utworzonej Dywizji IV.

### Grupa A
Mistrzostwa Świata Dywizji III Grupy A zostały rozegrane w dniach od 17 do 23 kwietnia 2023 roku w południowo afrykańskim Kapsztadzie.
Tabela końcowa turnieju
| Lp. | Zespół            | M | Pkt | Z | Zd | Pd | P | G+ | G- | +/- |
| --- | ----------------- | - | --- | - | -- | -- | - | -- | -- | --- |
| 1   | Chińskie Tajpej   | 4 | 12  | 4 | 0  | 0  | 0 | 30 | 4  | +26 |
| 2   | Turkmenistan      | 4 | 6   | 2 | 0  | 0  | 2 | 17 | 16 | +1  |
| 3   | Południowa Afryka | 4 | 6   | 2 | 0  | 0  | 2 | 16 | 17 | -1  |
| 4   | Tajlandia         | 4 | 6   | 2 | 0  | 0  | 2 | 20 | 21 | -1  |
| 5   | Luksemburg        | 4 | 0   | 0 | 0  | 0  | 4 | 3  | 28 | -25 |
| 6   | Korea Północna    | 0 | 0   | 0 | 0  | 0  | 0 | 0  | 0  | 0   |

      = awans do II dywizji grupy B
      = spadek do III grupy B dywizji

### Grupa B
Mistrzostwa Świata Dywizji III Grupy B zostały rozegrane w dniach od 27 lutego do 5 marca 2023 roku w Sarajewie, w stolicy Bośni i Hercegowiny.
Tabela końcowa turnieju
| Lp. | Zespół               | M | Pkt | Z | Zd | Pd | P | G+ | G- | +/- |
| --- | -------------------- | - | --- | - | -- | -- | - | -- | -- | --- |
| 1   | Kirgistan            | 5 | 15  | 5 | 0  | 0  | 0 | 76 | 5  | +71 |
| 2   | Bośnia i Hercegowina | 5 | 11  | 3 | 1  | 0  | 1 | 39 | 20 | +19 |
| 3   | Hongkong             | 5 | 9   | 2 | 1  | 1  | 1 | 41 | 26 | +15 |
| 4   | Singapur             | 5 | 7   | 2 | 0  | 1  | 2 | 31 | 31 | 0   |
| 5   | Iran                 | 5 | 3   | 1 | 0  | 0  | 4 | 19 | 53 | -34 |
| 6   | Malezja              | 5 | 0   | 0 | 0  | 0  | 5 | 6  | 77 | -71 |

      = awans do III dywizji grupy A
      = spadek do IV dywizji

## Dywizja IV
Dywizja IV to najniższa klasa mistrzowska, której zwycięzca uzyskał awans do Dywizji III Grupy B. Mistrzostwa Świata Dywizji IV zostały rozegrane w dniach od 23 do 26 marca 2023 roku w Ułan Bator, stolicy Mongolii.
Tabela końcowa turnieju
| Lp. | Zespół    | M | Pkt | Z | Zd | Pd | P | G+ | G- | +/- |
| --- | --------- | - | --- | - | -- | -- | - | -- | -- | --- |
| 1   | Filipiny  | 3 | 8   | 2 | 1  | 0  | 0 | 35 | 6  | +29 |
| 2   | Mongolia  | 3 | 7   | 2 | 0  | 1  | 0 | 19 | 8  | +11 |
| 3   | Kuwejt    | 3 | 3   | 1 | 0  | 0  | 2 | 4  | 24 | -20 |
| 4   | Indonezja | 3 | 0   | 0 | 0  | 0  | 3 | 3  | 23 | -20 |

      = awans do III dywizji grupy B